# Labeo cylindricus
Labeo cylindricus és una espècie de peix cipriniforme de la família dels ciprínids.

## Morfologia
Els mascles poden assolir els 40 cm de longitud total i els 900 g de pes.

## Distribució geogràfica
Es troba a Àfrica.